# Palo Pandolfo
Palo Pandolfo wł. Roberto Andrés Pandolfo (ur. 22 listopada 1964 w Buenos Aires, zm. 22 lipca 2021) – argentyński piosenkarz, gitarzysta i producent muzyczny, prekursor i promotor argentyńskiego rocka. W latach 80. był liderem postpunkowego zespołu Don Cornelio y la Zona, a w następnej dekadzie prowadził Los Visitantes. W swojej karierze solowej wydał ponad pięć albumów.

## Dyskografia

### Don Cornelio y la Zona
- Don Cornelio y la Zona (1987)
- Patria o muerte (1988)
- En vivo (1989)

### Los Visitantes
- Salud universal (1993)
- Espiritango (1994)
- En caliente (1995)
- Maderita (1996)
- Desequilibrio (1998)
- Herido de distancia (1999)

### Solo
- A través de los sueños (2001)
- Intuición (2003)
- Antojo (2004)
- Ritual criollo (2008)
- Esto es un abrazo (2013)